# Окнянская сельская община
Окнянская сельская община (укр. Вікнянська сільська громада) — территориальная община в Черновицком районе Черновицкой области Украины.
Административный центр — село Окно.
Население составляет 6515 человек. Площадь — 98,5 км².
В соответствии с распоряжением Кабинета Министров Украины от 12 июня 2020 года, в состав общины вошла территория Бродокского, Дорошовецкого, Мытковского, Мосоровского, Окнянского, Онутского, Самушинского и Товтровского сельских советов упразднённого Заставновского района

## Населённые пункты
В состав общины входит 8 сёл:
- Окно
- Бродокский старостинский округ:
  - Бродок
  - Мытков
- Дорошовецкий старостинский округ:
  - Дорошовцы
- Онутский старостинский округ:
  - Онут
- Самушинский старостинский округ:
  - Мосоровка
  - Самушин
- Товтровский старостинский округ:
  - Товтры